# Treforkgletsjer
De Treforkgletsjer is een gletsjer in Nationaal park Noordoost-Groenland in het oosten van Groenland. 

## Geografie
De gletsjer is zuidwest-noordoost georiënteerd en heeft een lengte van meer dan negen kilometer. Hij takt in het zuidwesten af van de Borgjøkelengletsjer. De gletsjertong mondt uit in een gletsjermeer.
Ongeveer tien kilometer noordelijker ligt de Admiraltygletsjer en ongeveer 40 kilometer oostelijker ligt de Storstrømmengletsjer.